# Eberhard Spree
Eberhard Spree (* 4. August 1960 in Berlin-Weißensee) ist ein deutscher Kontrabassist, Orchestermusiker, Musikhistoriker und Autor.

## Leben und Werk
Eberhard Spree wurde als Sohn eines Pfarrers geboren und wuchs in Großräschen-Süd und Woltersdorf bei Luckenwalde auf. Mit acht Jahren erhielt Spree an der Musikschule in Senftenberg erstmals Geigenunterricht. Da ihm aus politischen Gründen eine weiterführende schulische Ausbildung verwehrt wurde, absolvierte er nach dem Abschluss der Polytechnischen Oberschule von 1977 bis 1979 eine Ausbildung zum Baufacharbeiter. Noch während seiner Lehre nahm er Kontrabassunterricht an der Musikschule Luckenwalde. Nach seiner Zeit als Bausoldat studierte er von 1981 bis 1986 im Hauptfach Kontrabass an der Leipziger Hochschule für Musik „Felix Mendelssohn Bartholdy“. Nach seinem Studium arbeitete er als Solo-Kontrabassist zunächst an der Robert-Schumann-Philharmonie in Karl-Marx-Stadt und ab 1988 bei der Jenaer Philharmonie. Seit dem 1. August 1989 ist er Kontrabassist im Gewandhausorchester in Leipzig.
2018 wurde er mit der Arbeit Die verwitwete Frau Capellmeisterin Bach. Studie über die Verteilung des Nachlasses von Johann Sebastian Bach an der Hochschule für Musik Carl Maria von Weber Dresden promoviert. Mit seiner Dissertation und einem weiteren Buch zum Thema gilt er als einer der führenden Experten zum Leben und Wirken Anna Magdalena Bachs, der Ehefrau von Johann Sebastian Bach. Zudem befasst er sich mit Bachs Engagement im kursächsischen Bergbau.
Eberhard Spree lebt und arbeitet in Leipzig.

## Publikationen (Auswahl)
- Johann Sebastian Bach und der Ursula-Erbstollen, Teil 1. In: ACAMONTA. Zeitschrift für Freunde und Förderer der Technischen Universität Bergakademie 19 (2012), ISSN 2193-309X, S. 171–174.
- Johann Sebastian Bach und der Ursula-Erbstollen, Teil 2. In: ACAMONTA. Zeitschrift für Freunde und Förderer der Technischen Universität Bergakademie 20 (2013), ISSN 2193-309X, S. 168–173.
- Spekulationen mit Bergbauaktien? Johann Sebastian Bachs finanzielles Engagement beim Ursula Erbstolln zu Kleinvoigtsberg. In: Der Anschnitt. Zeitschrift für Montangeschichte 67 (2015), Nr. 4/5, ISSN 0003-5238, S. 146–158.
- Max Regers letzte Stunden. In Vorbereitung des Reger-Jahres 2016 soll an seinem Sterbeort in Leipzig eine Gedenktafel angebracht werden. In: Leipziger Blätter 67 (2015), ISSN 0232-7244, S. 42–43.
- Zum Erwerb von Bergwerks-Kuxen durch Johann Sebastian Bach. In: Mitteilungsblatt. Sonderedition für die Neue Bachgesellschaft e.V. (2015), Nr. 75, ISSN 1015-1877, S. 36–38.
- Felix Mendelssohn Bartholdys Leipziger Wohnung. Über Lage und Nutzung der Wohnung der Familie Mendelssohn Bartholdy in der Leipziger Königsstraße. In: Leipziger Almanach 2015/2016, Leipzig 2017, ISBN 978-3-96023-178-3, S. 41–66.
- Der Bergwerksanteil Johann Sebastian Bachs – Schlüssel für musikwissenschaftliche Forschungen über seine Familie. In: ACAMONTA. Zeitschrift für Freunde und Förderer der Technischen Universität Bergakademie Freiberg 25 (2018), ISSN 2193-309X, S. 176–179.
- Der Kapellmeister Johann Sebastian Bach als Anteilseigner des Ursula Erbstollns. Eine Studie über Zubußen und Zubußzechen. In: Gelebte Tradition – die Silberstadt Freiberg im Spiegel der Montangeschichte, Hrsg.: Saxonia-Freiberg-Stiftung Freiberg. Freiberg 2018, ISBN 978-3-934409-90-3, S. 145–158.
- Die verwitwete Frau Capellmeisterin Bach. Studie über die Verteilung des Nachlasses von Johann Sebastian Bach. Kamprad, Altenburg 2019, ISBN 978-3-95755-642-4.
- Das „nicht entwickelte Genie“. Ein neues Dokument zu Gottfried Heinrich Bach. In: Bach-Magazin (2019/2020), Nr. 34, ISSN 1611-5724, S. 44–45.
- Der geistliche Interpret. In: Michael Heinemann, Bernhard Hentrich (Hrsg.): Erfahrungen mit Bach. Ein Dresdner Bach-Buch (= Bach nach Bach 3). Dohr, Köln 2020, ISBN 978-3-86846-158-9.
- Krisen, Erfolge, Bruder Fritz, Schloss Dölkau und anderes. Aus dem Leben eines 20-Jährigen. In: Beatrix Borchard, Kerstin Schüssler-Bach (Hrsg.): Brahms-Studien 19 (2021), Johannes-Brahms-Gesellschaft Hamburg Internationale Vereinigung e. V. Olms, Hildesheim u. a. 2021, ISSN 0341-941X, S. 317–339.
- Die Frau Capellmeisterin Anna Magdalena Bach. Ein Zeitbild. Kamprad, Altenburg 2021, ISBN 978-3-95755-663-9.